# Ортуери
Ортуѐри (на италиански и на сардински: Ortueri) е село и община в Южна Италия, провинция Нуоро, автономен регион и остров Сардиния. Разположено е на 584 m надморска височина. Населението на общината е 1270 души (към 2010 г.).